# 张立昌
张立昌（1939年7月16日—2008年1月10日），河北南皮人，中国共产党、中华人民共和国政治人物，原副国级领导人。天津冶金工业学校毕业，步入仕途后在北京经济函授大学经济管理专业取得大专学历。1966年2月加入中国共产党，是中共第十二、十三届中央候补委员，第十四、十五、十六届中央委员，第十六届中央政治局委员。曾任中共天津市委书记，任职期间口碑甚差，常遭到天津市民的调侃和讽刺，后调任国务院振兴东北地区等老工业基地领导小组副组长。2008年1月10日，张立昌在天津病逝，终年68岁。

## 早年经历
张立昌19岁时，考入天津冶金工业学校学习。1960年毕业后，张立昌一直工作在天津。他先是被分配到“天津无缝钢管厂”工作；历任厂团委副书记、动力科科长等职；到“文化大革命”开始的时候，27岁的张立昌已经是“天津无缝钢管厂”的副厂长了。在文革中，张立昌受到冲击，先是被下放劳动，接着是被降职为车间主任，后又调任厂基建科科长。直到1972年，张立昌才重新获得使用，并升任厂长兼厂党委副书记。

## 从政经历

### 进入政界
改革开放以后，中共不断提拔培养中青年干部。而正是在这一大背景下，张立昌进入了中共天津市委、市政府所选定的提拔干部的名单中。1980年6月，在胡启立出任天津市市长的两个月后，时年41岁的张立昌因为尚属年富力强、专业对口，以及在“文革”中没有参与“造反”的政治表现，被提拔为天津市冶金工业局副局长。1982年5月，李瑞环接替了胡启立的天津市市长的职务，并继续执行干部年轻化的政策。于是，1983年7月，张立昌晋升为天津市冶金工业局局长；一年后，又调任天津市经委副主任；不久，就晋升为主任。1985年9月，张立昌和吴邦国、李长春、吴官正、贺国强、刘云山等人一起被增补为中共第十二届中央候补委员。

### “扎根”天津

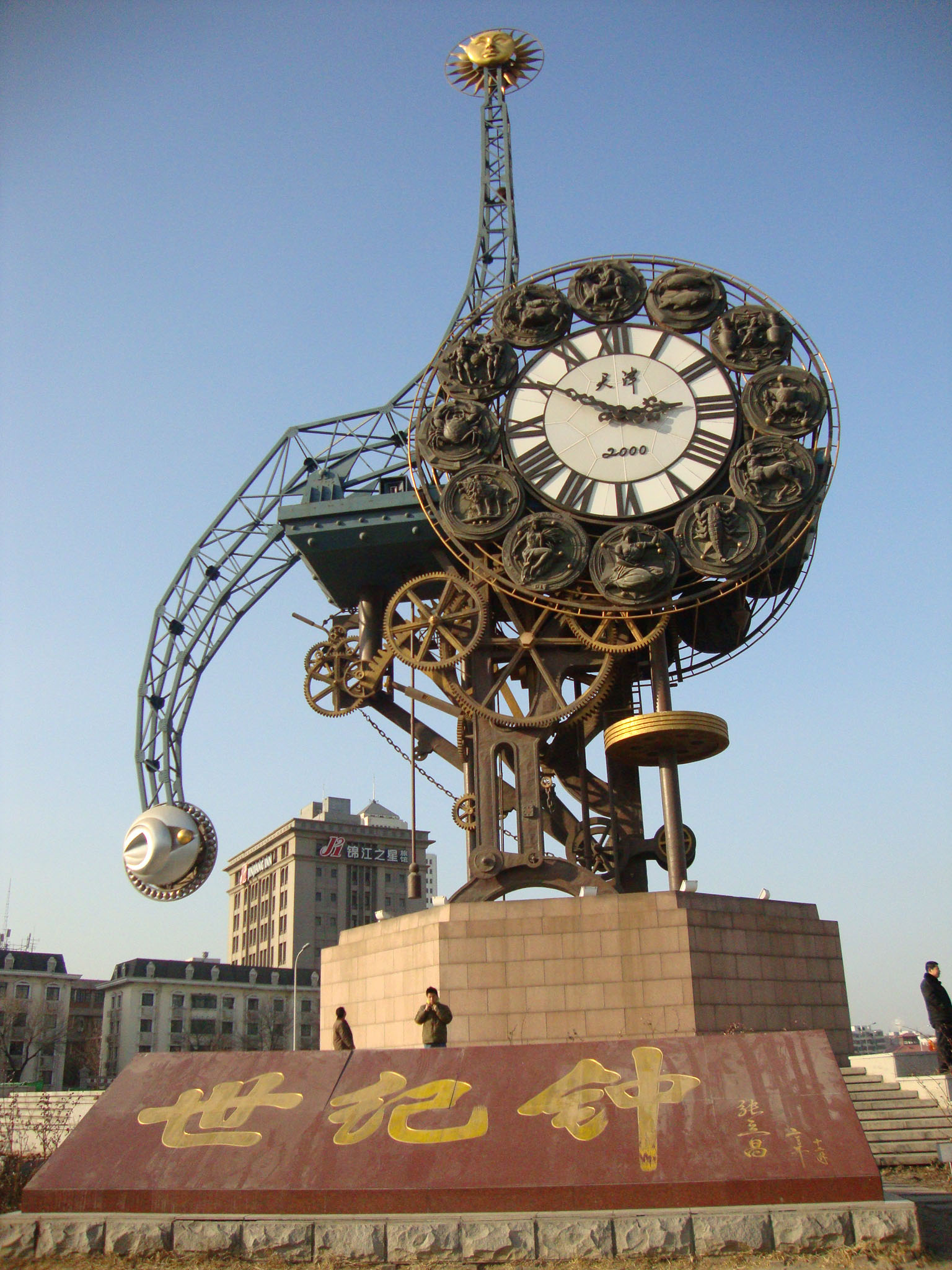
张立昌2000年在天津市委书记任上为天津世纪钟题写名称

1985年10月，张立昌被任命为天津市人民政府副市长，兼任市委工业工委书记；1989年9月，升任中共天津市委副书记、副市长，兼市口岸委主任；1993年6月正式当选天津市市长。五年后，张立昌又升任中共天津市委书记、市人大常委会主任。张立昌任职中共天津市委、市政府主要领导工作二十年。2002年11月，在中共十六届一中全会上，他当选为中共中央政治局委员，成为党和国家领导人。
张立昌离职前，天津爆出了数件震动全国的腐败案。原天津市檢察院检察长李宝金因受贿和挪用公款于被判处死刑，缓期两年执行。李宝金情妇王小毛亦被判刑。2007年3月，中共中央决定张立昌不再兼任天津市委书记、常委、委员的职务；调往中央出任国务院振兴东北老工业基地领导小组的副组长。其被调离天津的消息一经发出，引发天津市民的热议和欢庆，当天市区多个地方出现反常的放鞭炮等庆祝现象。2007年6月3日，张立昌刚刚从天津离职后天津市政协原主席宋平顺身亡。中共中央纪委经过调查称，宋平顺道德败坏，包养情妇；滥用手中权力，为情妇谋取巨额不正当利益，将其开除出党。事发后，中国官方媒体则说，宋平顺的贪腐长达10年，身为天津一把手的张立昌也难逃其咎。
2007年10月22日，张立昌在中共十七届一中全会后卸任中共中央政治局委员，表明68岁的张立昌已经“退居二线”。2008年1月10日晚22时20分，张立昌因病逝世，终年68岁。消息传出当天，天津市大街小巷再次传出鞭炮声，同时大量市民吃“喜面”以庆祝，致使面条旺销。1月16日，官方在天津为他举行了丧礼和追悼仪式，习近平、王刚、李源潮、令计划等受中央委托到天津市殡仪馆送别并慰问其亲属。

## 执政情况

### 政绩

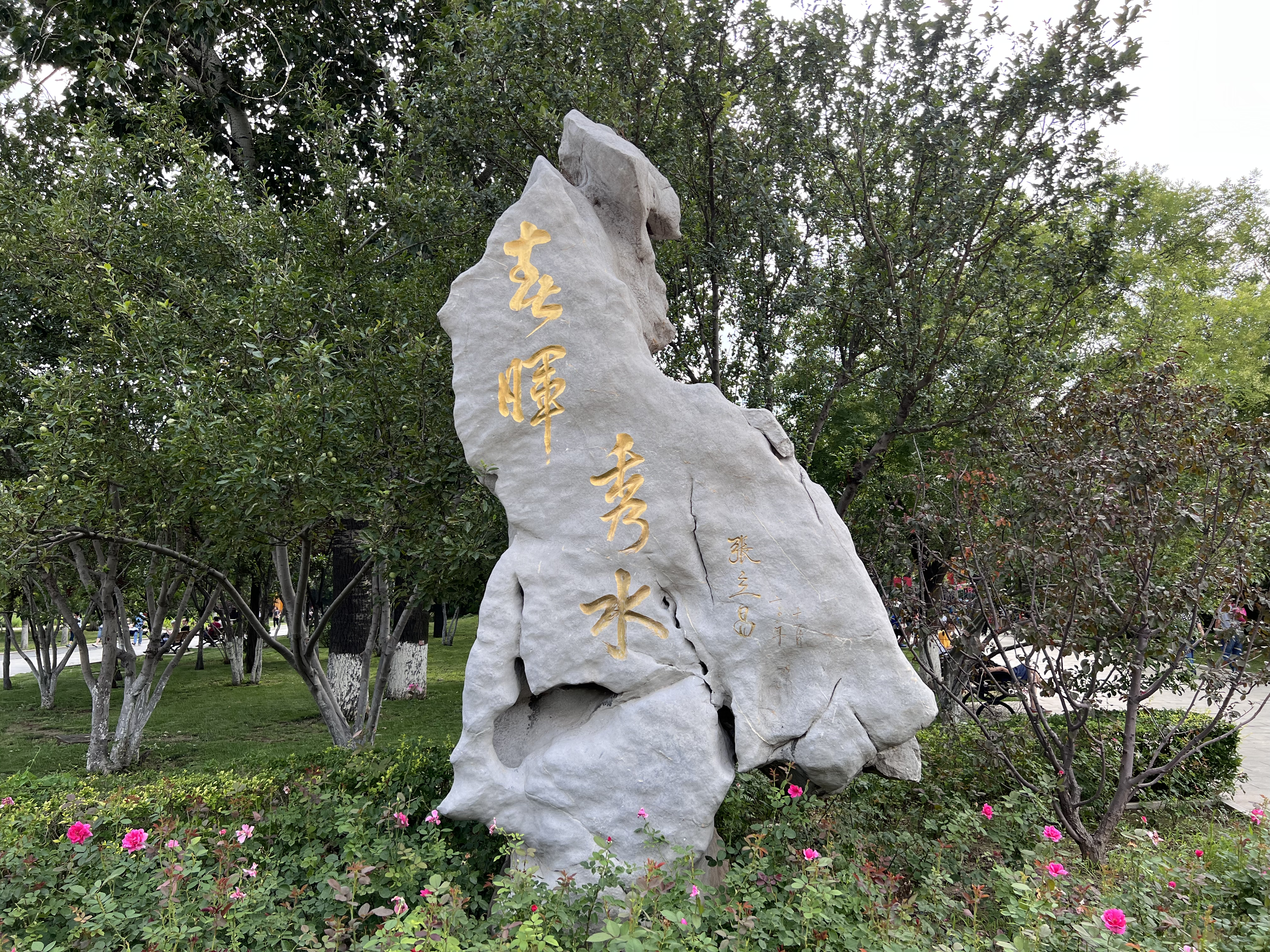
水上公园“春晖秀水”张立昌题词

- 在其主导下，天津市在1990年代做出工业东移的战略，并提出“三五八十”的计划，力争十年基本建成滨海新区，为日后滨海新区上升为国家战略和中国的第三增长极做出了准备工作。
- 主导海河综合开发工程，为日后海河两岸的繁荣奠定了基础。

### 问题
- 张立昌执政天津的10余年，是天津自近代发展成为中国北方最大的工商业城市后经济发展最为缓慢的时期，直接导致天津老百姓在其执政期间工资和生活水平低，对市政府颇多怨言。直至张立昌被调离天津后，天津市的经济增长才重新开始高速增长，经济增速连续多年位于全国第一[來源請求]。
- 在其将天津市全市财政收入大量投入到滨海新区建设的情况下，造成天津市中心城区固定投资减少，市容面貌在九十年代滑坡。
- 在其执政下天津市政府裙带关系严重，贪污腐败、徇私枉法现象不绝，官商勾结受到庇护，其在任和刚离任时曾发生永基非法集资案、天津地铁腐败案、李宝金落马案件、王小毛案件、宋平顺自杀事件等一些列大案要案，贪污腐败、徇私枉法等现象直至其下台才稍有改善。2004年3月15日，曾有1000多名来自天津的民众在北京中国银行业监督管理委员会门前打出“打倒张立昌，打倒大恶霸宋平顺！”的横幅表示对永基非法集资案的处理方式的不满。

#### 语录
在天津市一次反腐工作会议上，张立昌曾说：“天津市有腐败的现象，但是没有腐败的官员。”此语一出引发社会各界的热议和嘲讽。不久便爆发天津市检察长李宝金及情妇王小毛被捕，市政法委书记、政协主席宋平顺自杀等一系列腐败案件。

## 评价
与曾主政天津的李瑞环不同，张立昌在天津执政期间的口碑之差难以形容，对于张立昌的评价，大体上可以用“官褒民贬”来形容，尤其在民间恶评如潮，调侃讽刺之语不胜枚举。

### 官方评价
官方对其的评价为“中国共产党的优秀党员，忠诚的共产主义战士，卓越的党的工作领导者”。

### 民间评价
张立昌在天津执政期间的口碑之差难以形容，其调出天津和逝世之时曾引发天津市民燃放鞭炮、吃喜面庆祝的狂潮。同时天津当地流传着大量讽刺张立昌的民谣。
- 天津民谣称“两顺一昌，唬弄中央”（一作“糊弄中央”；“两顺”指2007年6月3日畏罪自杀的前天津政法委书记、政协主席宋平顺和2015年2月13日因涉嫌严重违纪违法被双开的公安局长武长顺）[8]。
- “张立昌，给碗汤”以讽刺其执政时期，天津市下岗职工多、失业率高、工资水平低。
- 另有一则民谣称张立昌有个“三不走：百姓轰不走，中央调不走，阎王爷叫不走。”[來源請求]亦是对其实施的“三步走”政绩工程的讽刺。
- 天津民众还有一则“四大张”的民谣用于调侃张立昌，即“天津四大张：泥人张，果仁张，崩豆张，瞎话张”。在天津原有的“三大张”基础上最后加上的一个“瞎话张”指的就是张立昌，把他和天津几个著名特产放在一起，凸现了天津市民的幽默与无奈。天津电视台在2000年时曾现场采访一名天津儿童京剧演员，询问其天津的“三大张”有哪些，该名儿童面对镜头竟公开说出了“瞎话张”。
- 因天津市第一殡仪馆位于北仓，天津还有一则民谣“张立昌进北仓，天津人民奔小康”，表达出天津市民对张立昌的不满。而张立昌2008年病故后，遗体确实在天津市第一殡仪馆火化。[9]
- 天津另有一则民谣“张立昌，真能干，要把天津变成县”，用以讽刺其在位期间天津发展缓慢。
- 张立昌停职后不到半年即病情恶化死亡。病逝消息传出后，当天天津市区内有市民燃放鞭炮庆祝，亦有大量市民吃喜麵庆祝，当天很多超市、市场的面条一度脱销。[來源請求]

## 传闻
- 民间传言张立昌死亡地点为天津医科大学总医院，总医院新楼住院部在高干病房以上有一层楼都是为张立昌私人提供医疗服务的。[來源請求]

## 家庭
张立昌夫人：孙桂珍

### 引用
1. ↑  张立昌兼任振兴东北等老工业基地领导小组副组长 的存檔，存档日期2007-11-23.
2. ↑  中共天津市委原书记张立昌逝世 （页面存档备份，存于），天津北方网
3. ↑  .   [2023-12-22]. （原始内容存档于2023-12-22）.
4. ↑  .   [2023-12-22]. （原始内容存档于2023-12-22）.
5. ↑  .   [2022-03-05]. （原始内容存档于2022-03-05）.
6. ↑  .   [September 3, 2011]. （原始内容存档于2021-11-14）.
7. ↑  中共天津市委原书记张立昌逝世 （页面存档备份，存于），新华网，2010年11月28日查阅
8. ↑  天津书记张立昌病逝 官褒民贬 （页面存档备份，存于），2010年11月27日查阅
9. ↑  . 新闻联播 (中国中央电视台). 2008-01-16  [2015-01-02]. （原始内容存档于2015-01-02）.
10. ↑  . 北方网.   [2012-11-24]. （原始内容存档于2022-02-08）.